# Siphonogorgia retractilis
Siphonogorgia retractilis is een zachte koraalsoort uit de familie Nidaliidae. De koraalsoort komt uit het geslacht Siphonogorgia. Siphonogorgia retractilis werd in 1908 voor het eerst wetenschappelijk beschreven door Harrison. 